# Jean-Sylvestre Nkeoua
Jean-Sylvestre Nkeoua (31 dicembre 1979) è un ex calciatore della Repubblica del Congo, di ruolo centrocampista.

## Caratteristiche tecniche
Poteva essere impiegato come mediano o centrocampista centrale.

## Carriera

### Nazionale
Ha debuttato in Nazionale il 9 aprile 1995, in Gambia-Repubblica del Congo (1-1). Ha messo a segno la sua prima rete con la maglia della Nazionale il 9 aprile 2000, in Guinea Equatoriale-Repubblica del Congo (1-3), siglando la rete del momentaneo 0-2. Ha partecipato, con la Nazionale, alla Coppa d'Africa 2000. Ha collezionato in totale, con la maglia della Nazionale, 28 presenze e una rete.

## Statistiche

### Cronologia presenze e reti in Nazionale
| Cronologia completa delle presenze e delle reti in nazionale ― Rep. del Congo | Cronologia completa delle presenze e delle reti in nazionale ― Rep. del Congo | Cronologia completa delle presenze e delle reti in nazionale ― Rep. del Congo | Cronologia completa delle presenze e delle reti in nazionale ― Rep. del Congo | Cronologia completa delle presenze e delle reti in nazionale ― Rep. del Congo | Cronologia completa delle presenze e delle reti in nazionale ― Rep. del Congo | Cronologia completa delle presenze e delle reti in nazionale ― Rep. del Congo | Cronologia completa delle presenze e delle reti in nazionale ― Rep. del Congo |
| Data                                                                          | Città                                                                         | In casa                                                                       | Risultato                                                                     | Ospiti                                                                        | Competizione                                                                  | Reti                                                                          | Note                                                                          |
| ----------------------------------------------------------------------------- | ----------------------------------------------------------------------------- | ----------------------------------------------------------------------------- | ----------------------------------------------------------------------------- | ----------------------------------------------------------------------------- | ----------------------------------------------------------------------------- | ----------------------------------------------------------------------------- | ----------------------------------------------------------------------------- |
| 09-04-1995                                                                    | Bakau                                                                         | Gambia                                                                        | 1 – 1                                                                         | Rep. del Congo                                                                | Qual. Coppa d'Africa 1996                                                     | -                                                                             |                                                                               |
| 22-04-1995                                                                    | Brazzaville                                                                   | Rep. del Congo                                                                | 0 – 2                                                                         | Sierra Leone                                                                  | Qual. Coppa d'Africa 1996                                                     | -                                                                             |                                                                               |
| 08-04-1996                                                                    | Brazzaville                                                                   | Rep. del Congo                                                                | 2 – 1                                                                         | RD del Congo                                                                  | Amichevole                                                                    | -                                                                             |                                                                               |
| 16-06-1996                                                                    | Abidjan                                                                       | Costa d'Avorio                                                                | 1 – 1                                                                         | Rep. del Congo                                                                | Qual. Mondiali 1998                                                           | -                                                                             | 55’                                                                           |
| 11-08-1996                                                                    | Pointe-Noire                                                                  | Rep. del Congo                                                                | 0 – 0                                                                         | Togo                                                                          | Qual. Mondiali 1998                                                           | -                                                                             |                                                                               |
| 25-08-1996                                                                    | Lomé                                                                          | Togo                                                                          | 1 – 0                                                                         | Rep. del Congo                                                                | Qual. Mondiali 1998                                                           | -                                                                             |                                                                               |
| 10-11-1996                                                                    | Pointe-Noire                                                                  | Rep. del Congo                                                                | 1 – 0                                                                         | Zambia                                                                        | Qual. Mondiali 1998                                                           | -                                                                             |                                                                               |
| 12-01-1997                                                                    | Kinshasa                                                                      | RD del Congo                                                                  | 1 – 1                                                                         | Rep. del Congo                                                                | Qual. Mondiali 1998                                                           | -                                                                             |                                                                               |
| 06-04-1997                                                                    | Pointe-Noire                                                                  | Rep. del Congo                                                                | 2 – 0                                                                         | Sudafrica                                                                     | Qual. Mondiali 1998                                                           | -                                                                             |                                                                               |
| 27-04-1997                                                                    | Lusaka                                                                        | Zambia                                                                        | 3 – 0                                                                         | Rep. del Congo                                                                | Qual. Mondiali 1998                                                           | -                                                                             |                                                                               |
| 08-06-1997                                                                    | Pointe-Noire                                                                  | Rep. del Congo                                                                | 1 – 0                                                                         | RD del Congo                                                                  | Qual. Mondiali 1998                                                           | -                                                                             | 66’                                                                           |
| 16-08-1997                                                                    | Johannesburg                                                                  | Sudafrica                                                                     | 1 – 0                                                                         | Rep. del Congo                                                                | Qual. Mondiali 1998                                                           | -                                                                             |                                                                               |
| 03-10-1998                                                                    | Windhoek                                                                      | Namibia                                                                       | 0 – 1                                                                         | Rep. del Congo                                                                | Qual. Coppa d'Africa 2000                                                     | -                                                                             |                                                                               |
| 11-04-1999                                                                    | Abidjan                                                                       | Costa d'Avorio                                                                | 2 – 0                                                                         | Rep. del Congo                                                                | Qual. Coppa d'Africa 2000                                                     | -                                                                             | 46’                                                                           |
| 06-06-1999                                                                    | Bamako                                                                        | Mali                                                                          | 3 – 1                                                                         | Rep. del Congo                                                                | Qual. Coppa d'Africa 2000                                                     | -                                                                             |                                                                               |
| 20-06-1999                                                                    | Pointe-Noire                                                                  | Rep. del Congo                                                                | 3 – 0                                                                         | Namibia                                                                       | Qual. Coppa d'Africa 2000                                                     | -                                                                             |                                                                               |
| 25-01-2000                                                                    | Lagos                                                                         | Marocco                                                                       | 1 – 0                                                                         | Rep. del Congo                                                                | Coppa d'Africa 2000                                                           | -                                                                             |                                                                               |
| 28-01-2000                                                                    | Lagos                                                                         | Nigeria                                                                       | 0 – 0                                                                         | Rep. del Congo                                                                | Coppa d'Africa 2000                                                           | -                                                                             |                                                                               |
| 03-02-2000                                                                    | Kano                                                                          | Tunisia                                                                       | 1 – 0                                                                         | Rep. del Congo                                                                | Coppa d'Africa 2000                                                           | -                                                                             |                                                                               |
| 09-04-2000                                                                    | Malabo                                                                        | Guinea Equatoriale                                                            | 1 – 1                                                                         | Rep. del Congo                                                                | Qual. Mondiali 2002                                                           | 1                                                                             | 29’                                                                           |
| 23-04-2000                                                                    | Pointe-Noire                                                                  | Rep. del Congo                                                                | 2 – 1                                                                         | Guinea Equatoriale                                                            | Qual. Mondiali 2002                                                           | -                                                                             |                                                                               |
| 09-07-2000                                                                    | Kinshasa                                                                      | RD del Congo                                                                  | 2 – 0                                                                         | Rep. del Congo                                                                | Qual. Mondiali 2002                                                           | -                                                                             |                                                                               |
| 03-09-2000                                                                    | Pointe-Noire                                                                  | Rep. del Congo                                                                | 1 – 2                                                                         | Sudafrica                                                                     | Qual. Coppa d'Africa 2002                                                     | -                                                                             |                                                                               |
| 28-01-2001                                                                    | Pointe-Noire                                                                  | Rep. del Congo                                                                | 1 – 2                                                                         | Tunisia                                                                       | Qual. Mondiali 2002                                                           | -                                                                             | 79’                                                                           |
| 22-04-2001                                                                    | Abidjan                                                                       | Costa d'Avorio                                                                | 2 – 0                                                                         | Rep. del Congo                                                                | Qual. Mondiali 2002                                                           | -                                                                             |                                                                               |
| 17-06-2001                                                                    | Durban                                                                        | Sudafrica                                                                     | 0 – 0                                                                         | Rep. del Congo                                                                | Qual. Coppa d'Africa 2002                                                     | -                                                                             |                                                                               |
| 01-07-2001                                                                    | Tunisi                                                                        | Tunisia                                                                       | 6 – 0                                                                         | Rep. del Congo                                                                | Qual. Mondiali 2002                                                           | -                                                                             |                                                                               |
| 15-07-2001                                                                    | Pointe-Noire                                                                  | Rep. del Congo                                                                | 1 – 1                                                                         | Costa d'Avorio                                                                | Qual. Mondiali 2002                                                           | -                                                                             | 7’                                                                            |
| Totale                                                                        |                                                                               | Presenze                                                                      | 28                                                                            |                                                                               | Reti                                                                          | 1                                                                             |                                                                               |

## Palmarès

### Club

#### Competizioni nazionali
- Campionato ivoriano di calcio: 1

Africa Sports National: 1999
- Coppa della Costa d'Avorio: 1

Africa Sports National: 1998